# Óbudai-sziget
Óbudai-sziget är en ö i Ungerns huvudstad Budapest. Arean är 1,1 kvadratkilometer.